# 334 Chicago
334 Chicago là một tiểu hành tinh rất lớn ở vành đai chính. Nó được xếp loại tiểu hành tinh kiểu C, có bề mặt tối, và dường như được cấu tạo bằng vật liệu cacbonat.
Tiểu hành tinh này do Max Wolf phát hiện ngày 23.8.1892 ở Heidelberg, và được đặt theo tên thành phố Chicago.